# 半代数集合
数学において，半代数集合(semialgebraic set)は有限個の多項式の等式，あるいは不等式の合併として定義されている．また関連して，半代数関数は半代数的なグラフをもつ関数である．このような集合や関数は，実数における代数幾何の適切な枠組みである実代数幾何学において主要な研究題材となっている．

## 定義
{\displaystyle \mathbb {F} } を実閉体とする．(例えば {\displaystyle \mathbb {F} } は実数体 {\displaystyle \mathbb {R} } とすることができる) {\displaystyle \mathbb {F} ^{n}} の部分集合 {\displaystyle S} が半代数集合であるとは，有限個の多項式の等式，あるいは不等式の合併であることをいう．すなわち {\displaystyle \{(x_{1},...,x_{n})\in \mathbb {F} ^{n}\mid P(x_{1},...,x_{n})=0\}} や {{\displaystyle \{(x_{1},...,x_{n})\in \mathbb {F} ^{n}\mid Q(x_{1},\dots x_{n})>0\}} のような集合の合併で表せる集合である．

## 性質
代数多様体と同じように，有限個の半代数集合の交叉及び合併はまた，半代数集合である．また，代数多様体とは異なり半代数集合の補集合はまた半代数集合となる．さらに，最も重要なこととしてTarski–Seidenberg theoremは射影作用素の下でも閉性を持つと主張している．言い換えれば，半代数集合は線形部分空間上に射影することで，また他の半代数集合を導くのである．これらの性質は，半代数集合はR上のo-minimal structureをなすことを意味する．
半代数集合及び関数が部分環 {\displaystyle A\subset R} 上で定義されているとは，Aの係数のみによって作られた多項式によって半代数集合の定義が表現できることをいう．
半代数集合 {\displaystyle S} の稠密開集合は，局所的に部分多様体である．また {\displaystyle S} の次数は，各点における部分多様体の最大次数として定義することができる．代数多様体と同じ次元を持つことを見るのは難しくない．